# Максимівка (Прилуцький район)
Макси́мівка — село в Україні, у Прилуцькому районі Чернігівської області. Входить до складу Ічнянської міської громади. Населення становить 276 осіб.
Село постраждало внаслідок геноциду українського народу, проведеного урядом СССР 1932—1933 та 1946—1947.

## Географія
Село Максимівка знаходиться на правому березі річки Удай, вище за течією на відстані 1 км розташоване село Рожнівка, нижче за течією на відстані 3 км розташоване село Довбні. Поруч проходить залізниця, станція Рожнівка за 1 км.

## Історія
Населений пункт Maxinowka позначено на «Спеціальному та докладному плані України…» де Боплана (1650) та на пізніших мапах.
За часи козаччини було у 4-й полковій сотні Ніжинського полку
Є на мапі 1812 року
У 1859 році у селі козачому та володарському була церква, 2 заводи: винокуренний та цукровий та 149 дворів де жило 927 осіб (434 чоловічої та 493 жіночої статі)
До 2020 року орган місцевого самоврядування — Рожнівська сільська рада.

## Сучасність
22 грудня 2013 року відкрилися двері Успенського храму в селі Максимівка, храм облаштовано у переобладнаному житловому приміщенні в центрі села. На запрошення настоятеля храму священника Мар'яна Гуртовського чин освячення та першу Божественну літургію очолив керуючий Чернігівською єпархією УПЦ КП, архієпископ Чернігівський і Ніжинський Євстратій

## Уродженці Максимівки
- Підвисоцький Володимир Валеріанович (* 1857 — † 1913) — український патолог, ендокринолог, імунолог, мікробіолог.
- Бакуменко Петро Іванович (* 1919 — † 1994) — український історик.

## Джерело
- Погода в селі Максимівка [Архівовано 20 грудня 2011 у Wayback Machine.]